# Calcinaia
Calcinaia est une commune italienne de la province de Pise dans la région Toscane en Italie.

## Administration
| Période                                  | Période     | Identité         | Étiquette                               | Qualité |
| ---------------------------------------- | ----------- | ---------------- | --------------------------------------- | ------- |
| 1985                                     | 1995        | Fancesco Petroni | Partito comunista italiano              | Maire   |
| 1995                                     | 2004        | Valter Picchi    | Partito democratico della sinistra      | Maire   |
| 2004                                     | 2009        | Marta Pierini    | Democratici di Sinistra - La Margherita | Maire   |
| 2009                                     | aujourd'hui | Lucia Ciampi     | Partito Democratico                     | Maire   |
| Les données manquantes sont à compléter. |             |                  |                                         |         |

### Hameaux
Fornacette, Oltrarno, Sardina, Montecchio

### Communes limitrophes
Bientina, Cascina, Pontedera, Santa Maria a Monte, Vicopisano